# Glenham (Nouvelle-Zélande)

Glenham  est une communauté rurale située dans le District de Southland dans la région de Southland dans l’Île du Sud de la Nouvelle-Zélande.

## Situation
C’est une partie du ward de Waihopai Toetoes au sein du conseil du district de Southland (en).

## Éducation
L’école de Glenham  était une école primaire, publique, mixte  allant des années 1 à 6 avec un effectif inconnu en août 2024 car fermeture prévue en 2023 !}.
Elle fut établie en 1899.